# Ангел Велев
Ангел Смилев Велев е български юрист и политик от БКП.

## Биография
Роден е на 19 юли 1917 година в София, Царство България в семейство на занаятчия. Баща му е партизанин, дърводелец по професия. Завършва право в Софийският университет „Св. Климент Охридски“. Член е на РМС от 1938 година, а на БРП (к.) от 1944 година. Интерниран е на два пъти – в лагера „Рибарица“ през 1940 година и в „Левуново“ през 1943 година. Сближава се с ръководителите на комунистическото съпротивително движение по време на Втората световна война Христо Михайлов и Владо Тричков, които дават тласък на политическата му кариера.
В съдебното ведомство работи след 9 септември 1944 година. Народен обвинител е в състава на Народния съд, а впоследствие съдия и окръжен прокурор в Благоевград. От 1952 до 1961 година работи в апарата на ЦК на БКП, като инструктор в отдел „Административни органи“. Заместник главен прокурор е на Народна република България в периода 1960 – 1962 година, както и народен представител в Седмото и Осмото народни събрания. Учредител и заместник-председател е на Съюза на юристите в България.
От 1971 година е член на Централната контролно-ревизионна комисия на БКП. Председател е на Върховния съд на Народна република България през 1962 – 1981 година.